# من يعرف جنيا يتلبسني (كتاب)
من يعرف جنياً يتلبسني كتاب من تأليف الكاتب السعودي فهد عامر الأحمدي، صدر عام 2014م، ويتضمن 80 مقالاً يناقش فيها المؤلف الاحتمالات المختلفة والجوانب غير المتوقعة في ثمانين قضية وظاهرة، أبرزها قضية تلبس الجن للبشر وحقيقتها.

## عنوان الكتاب
عنوان الكتاب في الأصل عنوان مقال نشره الكاتب في جريدة الرياض عام 2010م ناقش فيه حقيقة قدرة الجن على تلبس البشر، وأعلن في نهايته تحديه للمؤمنين بهذه الظاهرة قائلا: «أعلن شخصيا استعدادي لتقديم (100,000 ريال) لأي مشعوذ أو ساحر يثبت قدرته على قذفي بجني يتلبسني. ولأنني لا أتحمل تجميد هذا المبلغ للأبد، سأترك لسعادته عاماً كاملاً، من تاريخ نشر هذا المقال، يسري خلاله هذا التحدي ونتأكد فيه من صحة هذا الادعاء!!».
وذكر الكاتب أحمد العرفج في برنامج (يا هلا بالعرفج) على قناة روتانا خليجية أن الكاتب تركي الدخيل هو الذي اقترح عنوان الكتاب على الأحمدي.

## محتوى الكتاب
يتضمن الكتاب 80 مقالاً نشرها المؤلف في جريدة الرياض، ويناقش فيها الاحتمالات المختلفة والجوانب غير المتوقعة في ثمانين قضية وظاهرة، حيث يتناول عدة قضايا منها: هل يوجد دليل علمي يثبت مركزية مكة المكرمة أو صورة فضائية تؤكد توسطها لقارات العالم؟ وهل تخيلت شكل العالم اليوم لولا وجود أميركا.. أو شكلنا بعد 500 عام من الآن؟
ومن مواضيع الكتاب مقال بعنوان «كائناتنا الخفية»، يحكي أن الجنس البشري لا يمكنه العيش من دون فكرة وجود كائنات خفية يحملها مسؤولية أخطائه.. ويبين أنها ظاهرة منتشرة في كافة المجتمعات. ففي المجتمع الكوري مثلاً هناك شيء يدعى «دوا».. وهي شياطين قزمة تسكن كل جسم يوجد به فراغ.
كما يحتوي الكتاب على الكثير من المقالات، منها: «شعوب الله المختارة»، «كم يتطلب الأمر كي تؤجر عقلك؟»، «خرافة القرد المؤلف»، «لماذا سقطت المروحة؟»، «بلد بتاع شهادات»، «منطق الحلاق»، «قبل أن تنقرض الطبقة الوسطى».